# 이정인
이정인(1969년 1월 18일 ~ )은 대한민국의 배우이다.

## 학력
- 서울예술대학 연극과

## 출연작

### 영화
- 1999년 《인정사정 볼 것 없다》
- 2000년 《우연한 여행》
- 2001년 《라이방》... 바가지 머리 일행 역
- 2002년 《긴급조치 19호》... 홍사아모 회장 역
- 2003년 《와일드 카드》... 신숙정 역
- 2004년 《바람의 전설》... 여환자 2 역
- 2004년 《내 머리 속의 지우개》... 요양원 간호사 역
- 2008년 《신기전》... 오초 마누라 역(우정출연)
- 2019년 《엑시트》... 셋째 숙모 역

### 드라마
- 1998년 EBS 청소년드라마 《내일》 ... 정 선생의 아내 역
- 2000년 EBS 청소년드라마 《네 꿈을 펼쳐라》 ... 민우의 어머니 역
- 2003년 MBC 수목드라마 《다모》 ... 성백의 어머니 역
- 2007년 MBC 미니시리즈 《하얀 거탑》 ... 진주의 어머니 역
- 2007년 SBS 드라마 스페셜 《완벽한 이웃을 만나는 법》 ... 여비서 1 역
- 2022년 ENA 수목드라마 《이상한 변호사 우영우》 ... 재판장 역
- 2024년 JTBC 토일드라마 《옥씨부인전》 … 구덕이의 어머니 역

### 교양 프로그램
- 2001년 KBS2 《도전! 지구탐험대》

### 연극
- 넌센스
- 리미제라블
- 그리스

### 뮤직비디오
- 1996년 015B - 21세기 모노리스